# Borisovo (metropolitana di Mosca)
Borisovo (in russo Борисово?) è una stazione della Metropolitana di Mosca situata sulla Linea Ljublinsko-Dmitrovskaja, è stata inaugurata il 2 dicembre 2011.